# 設備利用率
設備利用率（せつびりようりつ、英語：capacity factor）は、ある期間中、発電設備を定格出力で運転し続けたと仮定した場合の発電電力量に対する、発電設備がその期間中に実際に発電した電力量の百分率である。換言すると、定格出力に対する、ある期間中の平均出力の比率である。

## 定義
設備利用率 = 発電電力量 ÷ (定格出力 × 暦時間数) × 100
1年間の設備利用率（年間設備利用率、年間平均設備利用率）を求める場合、暦時間数 = 24時間 × 年間日数 であり、平年は8760時間、閏年は8784時間である。
発電設備によっては、定格出力を上回る出力で運転する時期がある。例えば、原子炉の熱出力が一定になるように運転（熱出力一定運転）している原子力発電所では、海水温の低い季節には定格電気出力を上回る電力を発生する。したがって、期間によっては、設備利用率が100%を上回ることがある。

## 説明
| 種類   | 種類       | 設備利用率/% |
| ------ | ---------- | ------------ |
| 水力   | 一般水力   | 40.2         |
| 水力   | 揚水       | 3.4          |
| 火力   | 石炭       | 68.7         |
| 火力   | LNG        | 43.5         |
| 火力   | 石油ほか   | 8.6          |
| 原子力 | 原子力     | 13.6         |
| 新エネ | 風力       | 19.6         |
| 新エネ | 太陽光     | 13.1         |
| 新エネ | 地熱       | 56.3         |
| 新エネ | バイオマス | 69.6         |
| 新エネ | 廃棄物     | 38.3         |

需要電力は、季節により、日により、時間帯により変動する（負荷曲線）。電力会社は、各時間の需要電力に合わせ、様々な発電設備（電源）を組み合わせて運転する。このとき、電力会社は、原則的に、限界費用（電力量1 kWh当たりの変動費用）の低い順（メリットオーダー）で、需要電力を満たすために必要なだけ、発電設備を運転する。
揚水発電の場合、総合効率70%で計算すると、1 kWhの電力量を発生するためには、事前に1.43 kWhの電力量を使ってポンプを回し、水を上池に汲み上げておく必要がある。差し引き0.43 kWhは、発電所で消費する電力量である。揚水発電の限界費用は、1.43 kWhの電力量を購入する費用と、0.43 kWhを一般送配電事業者に送電してもらう費用とで構成される
火力発電の場合、限界費用の大部分は、1 kWhの電力量を発生するために必要な燃料費である。同種の燃料を使用する発電所同士を比較した場合、熱効率の高い発電所ほど限界費用が低い。
原子力発電の場合、1 kWhの電力量を発生するための核燃料の費用（フロントエンド費用）と、使用済み核燃料の再処理・処分費用（バックエンド費用）とが、限界費用の大部分である。
揚水発電・火力発電・原子力発電以外では、限界費用は微々たるものである。

### ベースロード電源
限界費用の特に低い発電設備は、定期検査やトラブルの期間を除き、需要電力の大小にかかわらずできるだけ高い出力で運転することが得策である。この種の発電設備を、ベースロード電源（ベース電源）という。ベースロード電源の設備利用率は、最も高い。
典型的なベースロード電源は原子力発電所である。2019年の実績では、世界の商業運転中の原子炉の設備利用率は、平均して76.4%であった。四国電力の伊方発電所1号機では、1983年の年間設備利用率99.3%という世界記録を樹立し、1987年には、99.92%という年間設備利用率で世界記録を更新した。
原子力以外のベースロード電源としては、石炭火力、流れ込み式水力、地熱がある。最新の天然ガスコンバインドサイクル発電は、熱効率が高く、1 kWh当たりの燃料費が抑えられるため、ベースロード電源としても活用される。
流れ込み式水力の場合、渇水時の出力が定格出力に達しないため、年間設備利用率は高くない。

### ミドルロード電源
ベースロード電源に次いで限界費用の低い発電設備をミドルロード電源（ミドル電源）という。需要電力の比較的小さい季節は、1日のうちの需要電力の変動に合わせてミドルロード電源の出力を加減することにより、需要に対して供給を時々刻々、バランスさせている。したがって、ミドルロード電源は、定格出力（全負荷）より小さい部分負荷で運転される時間が長い。このため、設備利用率がベースロード電源より低くなる。
ミドルロード電源としては、LNG火力がある。石油火力がミドルロード電源に位置付けられることもあるが、日本では過去の話になりつつある。

### ピークロード電源
最も限界費用の高い発電設備をピークロード電源（ピーク電源）という。普段は、運転せずに待機しており（供給予備力）、酷暑・酷寒による需要電力の増大やベースロード電源・ミドルロード電源のトラブルにより、電力の需給が最も厳しい時期・時間帯に限り、運転される。したがって、設備利用率は最も低い。
ピークロード電源としては、石油火力、LPG火力、調整池式・貯水池式水力、揚水式水力がある。